# Eiter

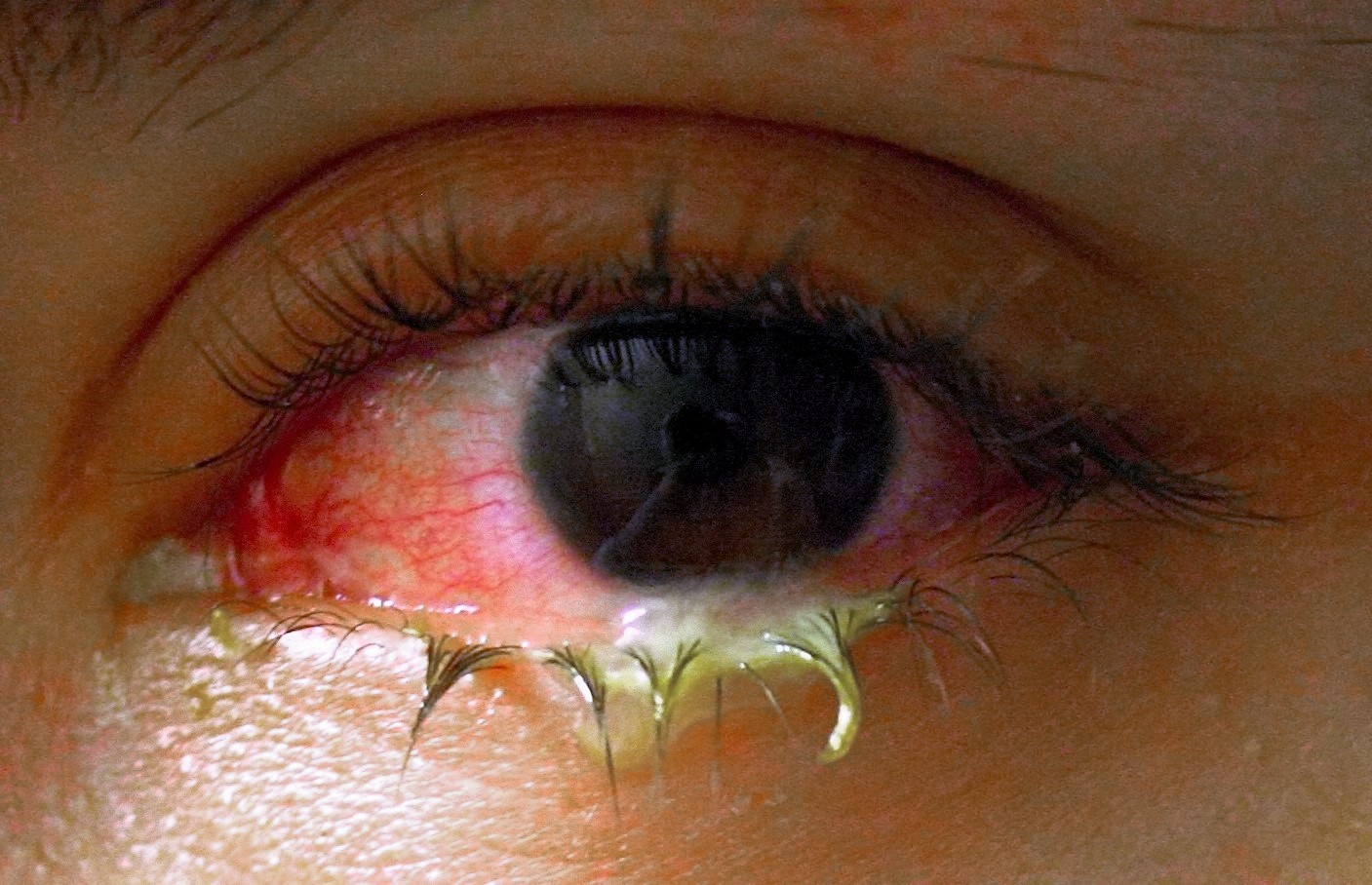
Eitrige Bindehautentzündung

Eine umkapselte Eiteransammlung (Abszess)

Eiter (von althochdeutsch eitar „giftiges Geschwür, Gift“; lateinisch Pus, griechisch πύον pyon) ist ein typischerweise gelbgrünliches Exsudat aus weißen Blutkörperchen (Leukozyten) und eingeschmolzenem Gewebe, das im Rahmen einer zellulären, von Bakterien ausgelösten Entzündungsreaktion im Körper von Wirbeltieren entsteht. Von den Abwehrzellen spielen vor allem die neutrophilen, polymorphkernigen Leukozyten eine zentrale Rolle. Meist entsteht diese Form einer Entzündung als Reaktion auf eine bakterielle Infektion. Es gibt jedoch auch nicht-infektiös verursachten Eiter, wie beispielsweise bei der Psoriasis pustulosa. Das Absondern von Eiter wird als Eitern, Eiterung, putride Sekretion oder Schwären bezeichnet, der Abfluss von Eiter als Pyorrhoe.

## Beschaffenheit
Eiter hat eine unterschiedliche Viskosität (von dünnflüssig bis dick) und unterschiedliche Farben (von blassgelb bis grün und – im Falle von Pseudomonas-Infektionen – blaugrün). Auch der Geruch hängt von der beteiligten Bakterienart ab; bei Infektionen mit E. coli beispielsweise riecht der Eiter nach Fäkalien.
Eiter tritt bei eitrigen phlegmonösen Entzündungen, eitrigen (putriden) abszedierenden Entzündungen, Empyemen und eitrigen Katarrhen auf.
Eine abgekapselte Ansammlung von Eiter im Gewebe wird als Abszess bezeichnet, eine Eiteransammlung in Körperhöhlen als Empyem. Bei Auftreten in der Brusthöhle wird von einem Pleuraempyem oder Pyothorax, in Gelenken von einem Pyarthros, beim Nierenbecken von einer Pyonephrose gesprochen. Die umgangssprachliche Bezeichnung „Eiterbeule“ kann sowohl für einen eingeschmolzenen Lymphknoten als auch für einen Abszess, einen Furunkel oder einen Karbunkel stehen, aber auch für eine Acne inversa.

## Pathogenese
Die Einschmelzung des Gewebes erfolgt dabei durch Einwirkung von proteolytischen Enzymen, die von den Leukozyten oder – im Fall einer infektiösen Ursache – von den pyogenen (eiterbildenden) Erregern gebildet werden.

## Beispiele purulenter Erkrankungen
- oberflächlich (Haut):
  - Impetigo contagiosa, Pyodermie
  - Pusteln
  - Haarbalg: Furunkel, Karbunkel
- an den Extremitäten (Gliedern):
  - Finger, Fingersehnen: Panaritium
  - Gewebespalten: Phlegmone
  - Gelenke: Empyem, Pyarthros.
- überall im Körper:
  - Abszess
- Körperhöhlen:
  - Empyem und spezifische Benennungen, wie eitrige Peritonitis, eitrige Pleuritis
- purulente Organerkrankungen:
  - Pyonephrose (vereiterte Hydronephrose)
- von Schleimhäuten:
  - Blennorrhoe

## Prinzipien der Behandlung
Nahezu immer sollte angestrebt werden, eine Eiteransammlung zu entlasten, so dass das Sekret abfließen kann. „Ubi pus, ibi evacua“ – „Wo Eiter ist, dort entleere ihn“ – dieser dem Hippokrates von Kos zugeschriebene lateinische Leitsatz hat vor allem im Kiefer- und Gesichtsbereich eine besondere Bedeutung: In diesem Bereich droht durch die Verbindung der dortigen Venen mit jenen des Gehirns die Gefahr einer Hirnvenenthrombose (Sinus-cavernosus-Thrombose); siehe Furunkel.
Neben den üblichen Verfahren der septischen Chirurgie – Spalten eines Abszesses, Einlegen einfacher Drainagen – verwendet man Spül-Saug-Drainagen, um eine Wundhöhle zu reinigen. Beim vereiterten Knochen (Osteomyelitis) wurden sogar Ketten aus nicht resorbierbaren Gentamicin-haltigen Kunststoffperlen in die Höhlung gebracht, die man zu einem späteren Zeitpunkt wieder ziehen musste.
Die Anwendung von Antibiotika beim fortgeschrittenen Furunkel oder bei einem Abszess im Muskel- oder Fettgewebe, der durch einen Granulationswall vom Körper abgeschottet ist, hat meistens keinen heilenden Effekt und wird als nutzlos angesehen. Das Medikament dringt gar nicht in die Eiterung ein.
Bei anderen Eiterungen hingegen, wie Phlegmonen, Empyemen und anderen, ist die Situation anders – hier werden septische Begleiterscheinungen befürchtet. Bei multiplen kleinen Leberabszessen ist die alleinige Langzeitgabe von wirksamen Antibiotika einer Operation sogar vorzuziehen, weil so in vielen Fällen Heilung beobachtet wurde. Bei der Anwendung ist zwischen lokaler Applizierung, z. B. als Pulver oder Salbe (Zugsalbe), und systemischer Gabe der Antibiotika zu unterscheiden. Mit systemischer Gabe ist die Aufnahme in den Blutkreislauf über den Magen-Darm-Trakt oder die Infusion gemeint. Das Medikament wirkt danach überall im Körper, auch im Bereich der Wunde.
Pyogene Keime können wie alle Erreger eine Antibiotikum-Resistenz entwickeln und diese an andere Keime weitergeben. Durch Konzentration von Kranken (Keimbelastung) einerseits und die oft zu großzügige und ungezielte Antibiotikatherapie (Entwicklung von Resistenz ohne vorherige Keimtestung) im Krankenhaus fürchtet man hier die Selektion hauseigener multiresistenter Problemkeime, die resistent gegen fast alle verfügbaren Antibiotika sind. Man spricht dabei vom „infektiösen Hospitalismus“. Die allgemeine Strategie seiner Bekämpfung ist simpel, aber verständlicherweise nicht immer erfolgreich: Beispielhafte Hygiene und sparsame, sinnvolle (nur indizierte) und laufend bezüglich der Effektivität überprüfte Antibiotikaverordnung.

## Geschichte
Der Begriff „Eiter“ stand im Mittelalter neben der (modernen) pathologischen Bedeutung von Eiter auch humoralpathologisch für Gift bzw. Materia peccans. Eine spezifische Vereiterung (Geschwür bzw. Abszess) wurde lateinisch apostema (deutsch Apostem, gelegentlich auch eiß) genannt. In der Medizin des 19. Jahrhunderts gab es den Begriff des pus bonum et laudabile, des sogenannten „löblichen“ Eiters. Gemeint war hier der sogenannte „reine“, rahmig-gelbe Staphylokokken-Eiter, ohne den eine Wundheilung damaliger Ansicht zufolge nicht stattfinden konnte.
Hippokrates von Kos zufolge sollten Wunden wie größere Quetschwunden, bei offenen Knochenbrüchen, Lanzen- und Pfeilwunden nur durch Eiterung heilen. Gegen die vom Mittelalter (etwa bei Roger Frugardi im 12. Jahrhundert und Guy de Chauliac, der die Möglichkeit einer primären Wundheilung bestritt, im 14. Jahrhundert) bis in die Neuzeit verbreitete Vorstellung, dass Eiter (bzw. Eiterung bei Offenlassen der Wunde) zur Wundheilung notwendig sei und sogar erzeugt werden müsse, wandten sich (jedoch ohne breitere Wirkung) um 1200 Hugo von Lucca, im 13. Jahrhundert Teodorico Borgognoni und im 14. Heinrich von Mondeville.